# Radim Vysloužil
Radim Vysloužil (* 11. dubna 1981 Prostějov) je český politik a manažer, v letech 2010 až 2013 poslanec, bývalý člen Věcí veřejných, který se hlásil k platformě Karolíny Peake.

## Vzdělání, praxe a rodina
Absolvoval Ekonomickou fakultu VŠB-TU Ostrava, kde vystudoval obory Národní hospodářství, Eurospráva a Učitelství odborných předmětů. Pracoval ve stavební společnosti v personálním a správním úseku, v oddělení vnitropodnikových služeb plynárenské společnost. V letech 2007–2009 působil jako ekonom v developerské společnosti. V letech 2009–2010 zastával funkci ekonoma a finančního manažera v účetní a daňové společnosti. Se svou manželkou má 2 dcery.

## Politická činnost
Od roku 2009 byl členem strany Věci veřejné, zasedal v grémiu a ve straně rovněž působil jako inspektor a finanční manažer, před tím působil v ABL, kde domlouval zakázky. V roce 2011 Škárka řekl, že Radim Vysloužil mu nosil peníze za loajalitu. Byl expertem Věcí veřejných na důchodovou reformu a sociální problematiku. Do Poslanecké sněmovny Parlamentu České republiky byl zvolen ve volbách 2010 ve Středočeském kraji z druhého místa na kandidátce. Z politické strany VV vystoupil 21. dubna 2012 a jako nezařazený poslanec se přidal k platformě Karolíny Peake.
V parlamentu byl členem Hospodářského výboru, místopředsedou rozpočtového výboru a členem podvýboru pro podnikatelské prostředí. Stal se také členem dozorčí rady Všeobecné zdravotní pojišťovny.
V roce 2011 předložil s Václavem Cempírkem ze strany TOP 09 návrh zákona, který by umožňoval množstevní slevy na silničním mýtném pro kamiony.
Po odchodu z PSP ČR v roce 2013 nastoupil na pozici Vedoucího technicko-provozního odboru do ROPIDu.